# Johanna Schnarf
Johanna („Hanna“) Schnarf (* 16. September 1984 in Brixen) ist eine ehemalige italienische Skirennläuferin. Die Südtirolerin ist auf die Disziplinen Abfahrt und Super-G sowie Super-Kombination spezialisiert.

## Biografie
Schnarf nahm im Dezember 1999 erstmals an FIS-Rennen teil, Einsätze im Europacup folgten ab Februar 2002. Am 5. Dezember 2004 bestritt sie ihr erstes Weltcup-Rennen, den Super-G in Lake Louise. Aufgrund mangelnder Erfolge dauerte es über ein Jahr, bis sie wieder auf der höchsten Stufe an den Start gehen konnte.
Als 20. des Super-G in St. Moritz am 20. Januar 2006 gewann Schnarf ihre ersten Weltcuppunkte, zwei Tage später wurde sie am selben Ort Zehnte der Super-Kombination. In der Saison 2005/06 erreichte sie im Europacup den zweiten Platz der Abfahrtswertung. Mehr als ein Jahr lang blieb ein sechster Platz ihr bestes Ergebnis im Weltcup, erzielt am 20. Februar 2009 in der Super-Kombination von Tarvisio. Kurz zuvor hatte sie auch bei den Weltmeisterschaften 2009 in Val-d’Isère den sechsten Platz in der Super-Kombination erreicht. Bei den Olympischen Winterspielen 2010 verpasste sie als Vierte des Super-G eine Medaille nur knapp; in der Super-Kombination wurde sie Achte.
Am 6. März 2010 wurde Schnarf in der Abfahrt von Crans-Montana eher überraschend Zweite, nur eine Hundertstelsekunde hinter Siegerin Lindsey Vonn. Mit der Startnummer 32 ins Rennen gegangen, profitierte sie von den schneller werdenden Bedingungen. Danach erreichte sie im Weltcup bislang keine weiteren Podestplätze, aber zahlreiche Top-10-Ergebnisse. Im Jahr 2010 wurde sie zur Südtiroler Sportlerin des Jahres gewählt. Bei den Weltmeisterschaften 2011 in Garmisch-Partenkirchen wurde Schnarf Achte in der Super-Kombination, während sie in Abfahrt und Super-G nicht unter die schnellsten 20 kam.
Am 25. September 2012 erlitt Schnarf beim Riesenslalomtraining in Ushuaia, Argentinien, einen Kreuzbandriss und eine Meniskusverletzung im rechten Knie und musste die gesamte Saison 2012/13 pausieren. In ihrer Comeback-Saison 2013/14 stand als bestes Ergebnis ein 13. Platz in der zweiten Abfahrt von Cortina d’Ampezzo zu Buche. Ein Jahr später steigerte sie sich am selben Ort auf den siebten Rang. Am 6. Dezember 2015 verpasste Schnarf als Vierte im Super-G von Lake Louise knapp einen weiteren Podestplatz. Dieser gelang ihr schließlich am 21. Januar 2018 im Super-G von Cortina d’Ampezzo.
Nachdem Schnarf im November 2018 einen Schien- und Wadenbeinbruch erlitt, konnte sie auf professioneller Ebene an keinem Skirennen mehr teilnehmen und trat infolgedessen am 2. April 2020 vom aktiven Skirennsport zurück. Am 27. August 2020 wurde sie Mutter einer Tochter.

## Erfolge

### Olympische Spiele
- Vancouver 2010: 4. Super-G, 8. Super-Kombination, 22. Abfahrt
- Pyeongchang 2018: 5. Super-G

### Weltmeisterschaften
- Åre 2007: 17. Super-G, 17. Super-Kombination
- Val-d’Isère 2009: 6. Super-Kombination
- Garmisch-Partenkirchen 2011: 8. Super-Kombination, 21. Abfahrt, 23. Super-G
- Vail/Beaver Creek 2015: 28. Abfahrt
- St. Moritz 2017: 22. Abfahrt

### Weltcup
- 8 Platzierungen unter den besten fünf, davon 2 Podestplätze

### Weltcupwertungen
| Saison  | Gesamt | Gesamt | Abfahrt | Abfahrt | Super-G | Super-G | Kombination | Kombination |
| Saison  | Platz  | Punkte | Platz   | Punkte  | Platz   | Punkte  | Platz       | Punkte      |
| ------- | ------ | ------ | ------- | ------- | ------- | ------- | ----------- | ----------- |
| 2005/06 | 83.    | 37     | –       | –       | 47.     | 11      | 16.         | 26          |
| 2006/07 | 64.    | 96     | 38.     | 22      | 43.     | 14      | 11.         | 60          |
| 2007/08 | 75.    | 49     | 48.     | 7       | 49.     | 2       | 17.         | 40          |
| 2008/09 | 67.    | 77     | 49.     | 1       | 34.     | 13      | 13.         | 63          |
| 2009/10 | 28.    | 216    | 13.     | 137     | 44.     | 30      | 9.          | 49          |
| 2010/11 | 23.    | 303    | 20.     | 102     | 11.     | 126     | 10.         | 75          |
| 2011/12 | 27.    | 292    | 14.     | 140     | 18.     | 120     | 16.         | 32          |
| 2013/14 | 77.    | 45     | 32.     | 45      | –       | –       | –           | –           |
| 2014/15 | 54.    | 115    | 24.     | 81      | 37.     | 18      | 15.         | 16          |
| 2015/16 | 21.    | 466    | 17.     | 160     | 9.      | 216     | 7.          | 90          |
| 2016/17 | 24.    | 352    | 6.      | 244     | 19.     | 92      | 35.         | 16          |
| 2017/18 | 20.    | 424    | 16.     | 151     | 8.      | 259     | 30.         | 14          |

### Europacup
- Saison 2005/06: 2. Abfahrts-Wertung
- 5 Podestplätze, davon 1 Sieg:

| Datum           | Ort             | Land       | Disziplin |
| --------------- | --------------- | ---------- | --------- |
| 17. Januar 2006 | Haus im Ennstal | Österreich | Abfahrt   |

### Junioren-Weltmeisterschaften
- Briançonnais 2003: 13. Abfahrt
- Maribor 2004: 15. Abfahrt, 24. Slalom

### Weitere Erfolge
- 2 italienische Meistertitel (Abfahrt und Kombination 2018)
- Goldmedaille im Riesenslalom bei der Militär-Skiweltmeisterschaft 2008
- 12 Siege in FIS-Rennen